# Edwin Valencia
Edwin Armando Valencia Rodríguez (Florida, Colombia; 29 de marzo de 1985) es un exfutbolista colombiano. Jugaba de centrocampista y se retiró en el Atlético Nacional de Colombia.

## Trayectoria

### América de Cali
Debutó profesionalmente con el América de Cali, en la temporada 2003 de la mano de Alberto Suárez, entonces técnico escarlata. En el equipo se mantuvo hasta 2006.

### Athletico Paranaense
Allí logró consolidarse y ganar un título estadual en 2009 lo que despertó el interés del Fluminense y del entrenador Muricy Ramalho.

### Fluminense
Valencia se presenta a Fluminense ciente de maior responsabilidad. Ya consolidado en la titular del Flu ha obtenido otros títulos importantes a nivel local como la Taça Guanabara y el Campeonato Carioca en 2012. Valencia fue importante en la conquista del Brasileirão de 2010, asumiendo la titular como cabeza de área del club debido a la lesión de Diogo. Después de 2 años sin conseguir título alguno, consigue ganar con su club los títulos regionales de la Copa Guanabara, el trofeo Luiz Penido y el campeonato Carioca en el 2012, y al finalizar el año también se corona campeón de la liga brasileña con el "Flu" a pesar de que en esta última no fue titular en la mayor parte de los juegos (solo jugó 9 partidos de 38 fechas). Para el 2013, en mayo, sufre de una lesión en su pantorrilla derecha lo dejó inactivo por más de 5 meses reapareciendo con su club a inicios de diciembre (aunque su regreso a los terrenos de juegos se produjo con su selección en una gira europea de la selección colombiana). El 8 de diciembre de 2013 desciende con su club a la serie B del Brasil. No obstante, unos días después del descenso el club mantiene la categoría debido a que el Portuguesa, rival que también peleaba el descenso, inscribió un jugador para la última fecha del Brasileirao con lo cual se le restaron 4 puntos y ocasionó el descenso de dicho club en vez del Fluminense. Después de un 2013 con su inactividad de 5 meses, vuelve a jugar de titular con el Fluminense por la segunda fecha del campeonato Carioca 2014.[cita requerida]

### Santos
El 16 de enero de 2015 Valencia firmó un contrato de un año con el Santos Futebol Clube, también en la planta principal del fútbol brasileño.
Se coronó campeón del Campeonato Paulista con Santos tras vencer en la tanda de penaltis al Palmeiras.

### Atlético Nacional
En enero es confirmado como nuevo jugador de Atlético Nacional de la Categoría Primera A, volviendo después de varios años a Colombia. Realiza su debut el 11 de marzo jugando los últimos minutos de la goleada 5 por 1 como visitantes frente a Alianza Petrolera.

## Selección Colombia
En 2005, Valencia fue campeón del Sudamericano Sub-20 con la Selección Colombia. También fue convocado para la Eliminatoria Brasil 2014 y para algunos amistosos de fecha FIFA. Usualmente en la selección Colombia es utilizado como un lateral por la defensa o como un segundo marcador central. Al finalizar la eliminatoria mundialista de la conmebol, la selección logró clasificarse a la copa del mundo del 2014 no obstante durante el 2013 en el tramo final de la eliminatoria su lesión en la pantorrilla derecha le impidió participar en los últimos partidos.
Vuelve a ser convocado en la selección colombiana en la gira que tuvo la selección "cafetera" en los amistosos que tuvo frente a las selecciones Belga y Holandesa reapareciendo frente a esta última. 
El 28 de mayo de 2014 a 15 días del inicio del mundial, José Néstor Pekerman lo descartó del grupo de los 23 seleccionados finales, dado que la recuperación no dará para estar a punto para el inicio de la competición internacional.
El 11 de mayo de 2015 (casi 1 año después de su última convocatoria) vuelve a ser llamado a la selección en la lista previa de 30 jugadores que jugaran la Copa América 2015 en Chile.
Fue seleccionado en la nómina definitiva de 23 jugadores el 30 de mayo. Tras ser figura en los dos primeros partidos sale en el tercero lesionado a los 20 minutos contra Perú, un día después se confirmaría que Valencia tenía rotura de ligamento cruzado lo cual lo dejaba fuera de la Copa América y de seis a nueve meses fueras de las canchas.

### Participaciones enCopas del Mundo
| Mundial                     | Sede         | Resultado        | PJ | GA | Asis |
| --------------------------- | ------------ | ---------------- | -- | -- | ---- |
| Copa Mundial Sub-20 de 2005 | Países Bajos | Octavos de final | 2  | 0  | 0    |

### Participaciones enEliminatorias al Mundial
| Eliminatoria                         | Sede del Mundial | Posición      | Resultado   | PJ | GA | Asis |
| ------------------------------------ | ---------------- | ------------- | ----------- | -- | -- | ---- |
| Eliminatorias Mundial de Brasil 2014 | Brasil           | 2°lugar 30pts | Clasificado | 5  | 0  | 0    |

### Participaciones enCopas América
| Copa América      | Sede  | Resultado        | PJ | GA | Asis |
| ----------------- | ----- | ---------------- | -- | -- | ---- |
| Copa América 2015 | Chile | Cuartos de final | 3  | 0  | 0    |

## Clubes
| Club                 | País     | Año         |
| -------------------- | -------- | ----------- |
| América de Cali      | Colombia | 2003 - 2006 |
| Athletico Paranaense | Brasil   | 2007 - 2010 |
| Fluminense           | Brasil   | 2010 - 2014 |
| Santos               | Brasil   | 2015 - 2016 |
| Atlético Nacional    | Colombia | 2017        |

## Estadísticas
| América de Cali · Colombia |               |               |     |    |    |   |    |    |    |     |     |      |      |
| 1ª | 2003-06       | 62            | 7   | -  | -  | 0 | 0  | 5  | 0  | 67  | 7   | 0,13 |      |
| Total club | Total club    | 62            | 7   | -  | -  | 0 | 0  | 5  | 0  | 67  | 7   | 0,13 |      |
| Athletico Paranaense · Brasil |               |               |     |    |    |   |    |    |    |     |     |      |      |
| 1ª | 2007          | 20            | 0   | 0  | 0  | 0 | 0  | 1  | 0  | 21  | 0   | 0    |      |
| 1ª | 2008          | 27            | 0   | 20 | 1  | 2 | 0  | 1  | 0  | 50  | 1   | 0,1  |      |
| 1ª | 2009          | 32            | 0   | 12 | 0  | 1 | 0  | 2  | 0  | 47  | 0   | 0    |      |
| 1ª | 2010          | 5             | 0   | 15 | 0  | 5 | 0  | 0  | 0  | 25  | 0   | 0    |      |
| Total club | Total club    | 84            | 0   | 47 | 1  | 8 | 0  | 4  | 0  | 143 | 1   | 0,1  |      |
| Fluminense · Brasil |               |               |     |    |    |   |    |    |    |     |     |      |      |
| 1ª | 2010          | 17            | 0   | 0  | 0  | 0 | 0  | 0  | 0  | 17  | 0   | 0    |      |
| 1ª | 2011          | 19            | 0   | 9  | 0  | 0 | 0  | 8  | 0  | 36  | 0   | 0    |      |
| 1ª | 2012          | 9             | 0   | 9  | 0  | 0 | 0  | 9  | 0  | 27  | 0   | 0    |      |
| 1ª | 2013          | 3             | 0   | 6  | 0  | 0 | 0  | 5  | 0  | 14  | 0   | 0    |      |
| 1ª | 2014          | 19            | 0   | 11 | 0  | 3 | 0  | 1  | 0  | 34  | 0   | 0    |      |
| Total club | Total club    | 67            | 0   | 35 | 0  | 3 | 0  | 23 | 0  | 128 | 0   | 0    |      |
| Santos · Brasil |               |               |     |    |    |   |    |    |    |     |     |      |      |
| 1ª | 2015          | 2             | 0   | 10 | 0  | 4 | 0  | 4  | 0  | 20  | 0   | 0    |      |
| 1ª | 2016          | 1             | 0   | 0  | 0  | 1 | 0  | 0  | 0  | 2   | 0   | 0    |      |
| Total club | Total club    | 3             | 0   | 10 | 0  | 5 | 0  | 4  | 0  | 22  | 0   | 0    |      |
| Atlético Nacional · Colombia |               |               |     |    |    |   |    |    |    |     |     |      |      |
| 1ª | 2017          | 12            | 0   | 0  | 0  | 3 | 0  | 0  | 0  | 15  | 0   | 0    |      |
| Total club | Total club    | 12            | 0   | 0  | 0  | 3 | 0  | 0  | 0  | 15  | 0   | 0    |      |
| Total carrera | Total carrera | Total carrera | 228 | 7  | 92 | 1 | 19 | 0  | 36 | 0   | 375 | 8    | 0,02 |
| (1) Incluye datos de la Campeonato Carioca (2011-2014), Campeonato Paulista (2015-act.). (2) Incluye datos de la Copa de Brasil (2010, 2014-act.). (3) Incluye datos de la Copa Sudamericana (2007-2019) y Copa Libertadores de América (2005, 2011-2013). (4) Media de goles por encuentro. No incluye goles en partidos amistosos. |               |               |     |    |    |   |    |    |    |     |     |      |      |

### Resumen estadístico
- Actualizado el 18 de agosto de 2017.

| Competición           | Partidos | Goles | Promedio |
| --------------------- | -------- | ----- | -------- |
| Liga                  | 228      | 7     | 0.03     |
| Copas Estatales       | 92       | 1     | 0.01     |
| Copas Nacionales      | 19       | 0     | 0        |
| Copas Internacionales | 36       | 0     | 0        |
| Selección de Colombia | 19       | 0     | 0        |
| Total                 | 394      | 8     | 0.02     |

## Palmarés

### Campeonatos regionales
| Título                | Equipo               | Sede   | Año  |
| --------------------- | -------------------- | ------ | ---- |
| Campeonato Paranaense | Athletico Paranaense | Brasil | 2009 |
| Taça Guanabara        | Fluminense           | Brasil | 2012 |
| Troféu Luiz Penido    | Fluminense           | Brasil | 2012 |
| Campeonato Carioca    | Fluminense           | Brasil | 2012 |
| Campeonato Paulista   | Santos               | Brasil | 2015 |
| Campeonato Paulista   | Santos               | Brasil | 2016 |

### Campeonatos nacionales
| Título               | Equipo            | Sede     | Año  |
| -------------------- | ----------------- | -------- | ---- |
| Campeonato Brasileño | Fluminense        | Brasil   | 2010 |
| Campeonato Brasileño | Fluminense        | Brasil   | 2012 |
| Torneo Apertura      | Atlético Nacional | Colombia | 2017 |

### Copas internacionales
| Título               | Equipo                    | Sede     | Año  |
| -------------------- | ------------------------- | -------- | ---- |
| Sudamericano Sub-20  | Selección Colombia Sub-20 | Colombia | 2005 |
| Juegos Centro/Caribe | Selección Colombia Sub-21 | Colombia | 2006 |
| Recopa Sudamericana  | Atlético Nacional         | Colombia | 2017 |